# Língua bezhta
A língua bezhta (ou bezheta) (Bezhta: бежкьалас миц, bežƛalas mic), também conhecido como Kapucha (do nome de uma grande aldeia), pertence ao grupo tsez da família de línguas do nordeste caucasiano. É uma língua falada por cerca de 6.200 pessoas no sul do Daguestão, Rússia.
O bezhta pode ainda ser dividido em três dialetos - Bezhta próprio, Tljadali e Hoshar-Hota - que são faladas em várias aldeias da região. As suas descendentes línguas mais próximos são Hunzib, Tsez, Khwarshi e Hinukh. Ela também está relacionada à língua avar, mas os dois não são mutuamente inteligíveis. O bezhta é uma linguagem não-escrita, mas as várias tentativas foram feitas para desenvolver uma ortografia oficial para o idioma. O povo bezhta usa a língua avar como língua literária. O primeiro livro impresso em bezhta foi o Evangelho de Lucas.

## Fonologia
O bezhta tem um consonântico rico e - ao contrário dos seus descendentes tsez e avar - um inventário vocálico relativamente grande (18 fonemas vocálicos distintos), em comparação com outras línguas da mesma família.

## Morfologia
A língua bezhta é aglutinante e é de grande quantidade de casos locativos faz seu sistema caso particularmente rico. A morfologia do verbo, porém, é relativamente simples. É uma língua ergativa, ou seja, que, na sua gramática, identifica o sujeito de verbos intransitivos.

## Numerais
Diferente de Tsez, Bezhta tem um sistema decimal com a palavra por vinte sendo uma exceção.
|      | Latim             | Cirílico            |
| ---- | ----------------- | ------------------- |
| 1    | hõs               | гьонс               |
| 2    | qʼona             | къона               |
| 3    | łana              | лъана               |
| 4    | ṏqʼönä            | оьнкъоьнаь          |
| 5    | łina              | лъина               |
| 6    | iłna              | илъна               |
| 7    | aƛna              | алIна               |
| 8    | beƛna             | белIна              |
| 9    | äčʼena            | аьчIена             |
| 10   | acʼona            | ацIона              |
| 20   | qona              | хъона               |
| 100  | hõsčʼitʼ / -čʼitʼ | гьонсчIитI / -чIитI |
| 1000 | hazay             | гьазай              |

- Múltiplos de 10 superior a 20 são formados pela adição do sufixo -yig (-йиг) ao multiplicador. Assim, a palavra para 30 é łanayig (лъанайиг).
- Números compostos são formados pela justaposição, o menor número seguindo os maiores. O número 47, portanto, expressa assim ṏqʼönäyig aƛna (оь н къоьнаьйиг алIна).

## Amostra da língua Bezhta
Esta é um trecho tirado do Evangelho de Lucas, escrito em cirílico baseada em Avar e checheno, uma transcrição latinizado, uma no IPA e uma em português.
| cirílico                                                                                               | Transcição de latim                                                                               | Transcrição AFI | TRADUÇÃO                                                              |
| --- | ------------------------------------------------------------------------------------------------- | --- | --------------------------------------------------------------------- |
| Гьогцо гьоллохъа нисос:                                                                                | Hogco holloqa nisos:                                                                              | [hoɡ.t͡so holː.o.qɑ ni.sos | Jesus disse aos discípulos:                                           |
| Доьъа богьцалаъ вагьда̄ ниса:                                                                           | Dö'a bohcala' wahdā nisa:                                                                         | dɜʔ.ɑ boh.t͡sɑ.lɑʔ wɑh.dɑː ni.sɑ                                                                                                   | Quando você for orar, reza assim:                                     |
| «Йа̄ Або, Дибо ца̄н аьдамла̄ илагьияб бикӀзи йовала,                                                      | «Yā Abo, Dibo cā̃ ädamlā ilahiyab bikʼzi yowala,                                                   | jɑː ʔɑ.bo, di.bo t͡sɑ̃ː ʔa.dɑm.lɑː ʔi.lɑ.hi.jɑb bikʼzi jo.wɑ.lɑ                                                                     | "Ó Pai, oramos para que seu nome será sempre santificado,             |
| Дибо Парчагьлъи йонкъала;                                                                              | Dibo Parčahłi yõqʼala;                                                                            | di.bo pɑr.t͡ʃɑh.ɬi jõ.qʼɑ.lɑ | Oramos para que venha vos reino;                                      |
| Шибаб водиъ баццас баьба илол нилӀа;                                                                   | Šibab wodi' baccas bäba ilol niƛa;                                                                | ʃi.bɑb wo.diʔ bɑt͡sː.ɑs ba.bɑ ʔi.lol ni.tɬɑ                                                                                        | dai-nos o nosso alimento de cada dia;                                 |
| Илла мунагьла̄кьас кьодос тилӀки, судлӀо нисода илена къацӀцӀола илол кешлъи йо̄вакьас кьодос тилӀбакца. | Illa munahlāƛʼas ƛʼodos tiƛki, sudƛo nisoda ilena qʼacʼcʼola ilol kešłi yōwaƛʼas ƛʼodos tiƛbakca. | ʔi.lːɑ mu.nɑh.lɑːtɬʼ.ɑs tɬʼo.dos ti.tɬki, sud.tɬo ni.sɔ.dɑ ʔi.le.nɑ qʼɑt͡sʼː.o.lɑ ʔi.lol keʃ.ɬi joː.wɑ.tɬʼɑs tɬʼo.dos ti.tɬbɑk.t͡sɑ | Perdoai-nos as nossas ofensas, pois perdoamos a quem nos tem ofendido |
| Ми илос гьаьл бикъелална уьнхолъа̄къа.»                                                                 | Mi ilos häl biqʼelalna ü̃xołāqʼa.»                                                                 | mi ʔi.los hal bi.qʼe.lɑl.nɑ ʔɨ̃.χo.ɬɑː.qʼɑ]                                                                                        | E não deixai-nos cair em tentação."                                   |